# Liste des armures mobiles de Gundam Wing

Gundam Wing (新機動戦記ガンダムＷ, Shin Kidou Senki Gundam W) est un anime et un manga créé en 1995 et faisant partie de la franchise Gundam. La page ci-dessous liste les armures mobiles (ou mobile suit) apparaissant dans la série, qui ont été conçues et dessinées par Hajime Katoki, Junya Ishigaki et Kunio Ōkawara.

## Les Gundam

### DansGundam Wing

#### Wing Gundam
Le XXXG-01W Wing Gundam est piloté par Heero Yuy. Il a été conçu sur la colonie L1 par un groupe rebelle dans le but de pouvoir rivaliser avec OZ. Il a la particularité de pouvoir voler.

#### Wing Gundam Zero
Le XXXG-00W0 Wing Gundam Zero est piloté tout d’abord par Quatre Raberba Winner, ensuite par Zechs Marquise puis par Heero, ce dernier le récupère. Il s’agit du tout premier Gundam construit dans la série, qui a servi de prototype pour les autres. Il est équipé d’un système spécial, le système Zéro, qui en fait probablement le Gundam le plus puissant de la série, bien que le plus dangereux à piloter.

#### Gundam Deathscythe et Gundam Deathscythe Hell
Le XXXG-01D Gundam Deathscythe est piloté par Duo Maxwell. Son nom signifie littéralement « faux de la mort » en anglais ; en effet, il a été conçu sur L2 pour les attaques furtives et les embuscades. Le XXXG-01D2 Gundam Deathscythe Hell est une version améliorée de cette armure mobile.

#### Gundam Heavyarms
Le XXXG-01H Gundam Heavyarms est piloté par Trowa Barton. Construit sur la colonie L3, son but est d’apporter un soutien lourd lors des combats. Il sera légèrement amélioré par la suite dans sa version XXXG-01H2 Gundam Heavyarms Kai.

#### Gundam Sandrock
le XXXG-01SR Gundam Sandrock est piloté par Quatre Raberba Winner. Il est principalement destiné au combat au corps à corps sur Terre, et sa fabrication s’est faite sur la colonie L4. Lors du départ des pilotes pour l’espace, Quatre dû activer le système d’autodestruction de son Gundam. Rendu hors service, l’alliage de gundamnium permit cependant de ne pas rendre totalement inutile le mobile suit. Les restes furent donc conservés par OZ, puis récupérés par le corps Maganac. Ils le reconstruisirent dans leur base et le restaurèrent totalement sous le nom de XXXG-01SR2 Gundam Sandrock Kai.
Quatre récupéra ainsi son Gundam sur Terre, et retourna dans l’espace, où Howard l’améliora à bord du Peacemillion, en vue des combats dans l’espace. Comme pour le Heavyarms Kai, les changements effectués ne sont pas flagrants à première vue. La modification la plus notable est le beam machine gun, offrant une puissance de feu plus élevée.

#### Shenlong Gundam et Altron Gundam
Le XXXG-01S Shenlong Gundam est piloté par Wufei Chang. Conçu sur la colonie L5, il était principalement fait pour le combat rapproché. Son nom signifie « dieu dragon » en chinois. Le XXXG-01S2 Altron Gundam est une amélioration de cette armure mobile lui permettant d’évoluer dans l’espace.

#### Gundam Epyon
Créé par Treize Khushrenada, le commandant suprême d’OZ, l’OZ-13MS Gundam Epyon fut construit lorsque celui-ci se retira de la fondation Romefeller, pour cause de l’arrivée des Mobile Dolls. C’est dans son quartier général de Luxembourg qu’il réalisa cette œuvre.
Rempli des idéaux chevaleresques de son créateur, l’Epyon (mot grec signifiant « suivant ») était destiné à être l’arme ultime, basée sur les données de combat des autres Gundam. Ainsi, une seule arme a été jugée nécessaire aux pilotes destinés à le diriger : la beam sword, véritable épée adaptée au monde des Mobile Suits, et dont l’énergie provient directement de l’Epyon. Cependant, le Gundam possède deux autres atouts : ses griffes, qui permettent de s’attaquer directement aux adversaires, et une sorte de fouet rétractable pouvant dégager de la chaleur et découper les Mobile Suits adverses. C’est ainsi équipé que l’Epyon attendait son pilote idéal, sachant profiter de son potentiel.
Transformable pour voler à vitesse rapide, ce Gundam est le seul à pouvoir rivaliser avec le Wing Zero. En effet, il possède lui aussi un système similaire au système Zéro : le système Epyon. Et c’est Zechs Merquise, l’ami véritable de Treize, qui finira par le piloter…

### DansEndless waltz
Après la fin de la guerre, les Wing Gundam Zero, Deathscythe Hell, Heavyarms Kai et Sandrock Kai furent envoyés vers le Soleil dans le but d’être détruits. Cependant, ils furent récupérés par Quatre dans New Mobile Report Gundam Wing : Endless waltz pour se battre une nouvelle fois, contre l’armée de Mariemeia. Le Gundam Altron fut lui conservé par Wufei. Les changements visuels entre les versions de la série et celles d'Endless Waltz sont flagrants, mais il s’agit bel et bien des mêmes Gundam avec le même numéro de modèle. Ils ont juste été redessinés pour ce nouvel opus.
Les informations concernant les lieux de construction, les créateurs, et les autres détails techniques sont donc identiques à celles de la série. Seul l’armement peut varier légèrement, on rajoute donc le terme « version Endless Waltz » ou « custom » au nom de code : « Wing Gundam Zero Custom » par exemple.

## Autres armures mobiles

### Tallgeese
En l’an 175 de la Colonisation, un groupe d’ingénieurs créa la première armure mobile de l’histoire pour le compte de la Fondation Romefeller : le Tallgeese, engin impressionnant aux allures romaines. Ce résultat dépassa toutes les espérances, mais se trouva être si puissant qu’aucun pilote ne parvint à le piloter. Inapte pour une production de masse, il fut donc abandonné et considéré comme une antiquité. Mais il servit de prototype pour toutes les Mobile Suits suivants, et notamment pour le Leo.
Vingt ans plus tard, il fut rénové pour le compte de Zechs Merquise, pilote qui put enfin le maîtriser et montrer toutes ses capacités face aux Gundam. Les points forts du Tallgeese sont sa taille et sa vitesse, qui mettent son pilote à rude épreuve. Il requiert en outre beaucoup de force pour le manœuvrer. Son réacteur exceptionnel lui permet également de voler à grande vitesse (plus de trois fois la vitesse de l’Aries), et cela sans avoir besoin de se transformer.

### Production de masse
Plusieurs modèles de base apparaissent dans la série. Les noms de ces armures sont les noms des constellations du Zodiaque en référence au nom de leur fabricant, l'Organisation du Zodiaque, ou « Oz » :
- Leo : le lion, l’armure mobile la plus répandue. Armure terrestre. Polyvalente, elle peut être également utilisée dans l'espace.
- Aries : le bélier. Armure terre/air.
- Cancer : le cancer. Armure sous-marine.
- Tragos : le capricorne (tragos signifie "bouc" en grec). Armure terrestre. Utilisée comme artillerie mobile.
- Pisces : le poisson. Armure sous-marine. Modèle amphibie contrairement au Cancer.
- Taurus : le taureau. Armure terrestre. Conçue pour le combat spatial et à peine achevée au début de la série. C'est la première armure équipée d'une intelligence artificielle.
- Virgo : la vierge. Armure terrestre. Elle est la seule armure sans pilote, gérée par une intelligence artificielle. Conçue à partir de deux modèles créés par les scientifiques responsables de la création des Gundams, un modèle Virgo-II est élaboré vers la fin de la série.

## Dans les autres médias

### Gundam Aquarius
Le Gundam OZ-14MS Aquarius est une armure mobile de type Gundam apparaissant uniquement dans le jeu vidéo SD Gundam G Generation. Le design de ce Gundam est de Junya Ishigaki, et il est associé à la ligne temporelle de l'ère de la colonisation.
La plupart des apparitions des armures Aquarius mentionnent une armure autopilotée. La seule apparition d’une armure Aquarius pilotée par un humain est celle de Lady Une dans une mission solo de l’extension SD Gundam: G Generation F.I.F.

## Informations techniques
| Nom                            | Matricule  | Type          | Construction                            | Pilote(s)                                        | Hauteur     | Poids      | Matériau              | Armement                                                                          | Équipement spécial             |
| ------------------------------ | ---------- | ------------- | --------------------------------------- | ------------------------------------------------ | ----------- | ---------- | --------------------- | --------------------------------------------------------------------------------- | ------------------------------ |
| Wing Gundam Zero Custom        | XXXG-00W0  | Armure mobile | Par Quatre Raberba Winner sur L4        | Quatre Raberba Winner, Zechs Merquise, Heero Yuy | 16,7 mètres | 8 tonnes   | Alliage de gundamnium | beam saber, machine cannon                                                        | twin buster rifle, system zero |
| Gundam Deathscythe Hell Custom | XXXG-01D2  | Armure mobile | Sur la base lunaire                     | Duo Maxwell                                      | 16,3 mètres | 7,4 tonnes | Alliage de gundamnium | beam scissors, vulcan gun                                                         | hyper jammer, active cloak     |
| Gundam Heavyarms Custom        | XXXG-01H2  | Armure mobile | Sur L3                                  | Trowa Barton                                     | 16,7 mètres | 8,2 tonnes | Alliage de gundamnium | vulcan gun, machine cannon, chest gatling, homing missile, micro missile launcher | gatling gun                    |
| Gundam Sandrock Custom         | XXXG-01SR2 | Armure mobile | Modification du Peacemillion par Howard | Quatre Raberba Winner                            | 16,5 mètres | 7,9 tonnes | Alliage de gundamnium | vulcan gun, heat shotel                                                           | bouclier                       |
| Altron Gundam Custom           | XXXG-01S2  | Armure mobile | Sur L5                                  | Wufei Chang                                      | 16,4 mètres | 7,5 tonnes | Alliage de gundamnium | vulcan gun, twin beam trident, dragon fang                                        | gatling gun                    |
| Gundam Epyon                   | OZ-13MS    | Armure mobile | Par Treize Khushrenada sur Terre        | Zechs Merquise, Treize Khushrenada, Heero Yuy    | 17,4 mètres | 8,5 tonnes | Alliage de gundamnium | cable powered beam sword                                                          | bouclier, Epyon system         |
| Tallgeese                      | OZ-00MS    | Armure mobile | Sur Terre                               | Zechs Merquise                                   | 17,4 mètres | 8,8 tonnes | Alliage de titanium   | dober gun, beam saber                                                             | bouclier                       |
| Gundam Aquarius                | OZ-14MS    | Armure mobile | Par l’organisation du Zodiaque          | Lady Une                                         | 17,6 mètres | 9,4 tonnes | Alliage de gundamnium | heat rod, 105 mm rifle, dober gun, shield                                         | jamming pod                    |